# Bardaos (Incio)
Bardaos (llamada oficialmente San Xoán de Bardaos) es una parroquia y una aldea española del municipio de Incio, en la provincia de Lugo, Galicia.

## Otras denominaciones
La parroquia también es conocida por el nombre de San Juan de Bardaos.

## Límites
Limita con las parroquias de Loureiro y Pacios al norte, Viso al este, San Julián de Bardaos al sur, y Castelo y Vila de Mouros al oeste.

## Organización territorial
La parroquia está formada por cuatro entidades de población, no constando ninguna de ellas en el nomenclátor del Instituto Nacional de Estadística español:
- Airexe (Airexa)**
- Aldea (A Aldea)
- Bardaos*
- Casanova (A Casanova)
- Casas de Abaixo (As Casas de Abaixo)

## Demografía
Gráfica demográfica de la aldea y parroquia de Bardaos según el INE español:
| Gráfica de evolución demográfica de Bardaos entre 2000 y 2020 |
|                                                               |
| Datos según el nomenclátor publicado por el INE.              |